# Tersatto
Tersatto (in croato Trsat) è oggi un rione della città di Fiume. A Tersatto sono concentrate molte delle principali attrazioni del Capoluogo del Quarnero:
- la Rocca dei Frangipani;
- il Santuario mariano;
- la chiesa di San Giorgio;
- il Parco degli eroi (un giardino pubblico con annesso l'ossario dei partigiani antifascisti).

## Storia
Nel 799 subì un assedio da parte di Enrico del Friuli, respinto dai croati.
Secondo la leggenda scritta da Pietro Giorgio Tolomei nel 1475, a Tersatto sostò per circa tre anni e mezzo (dal 10 maggio 1291 al 10 dicembre 1294) la Santa Casa, cioè la casa di Maria in provenienza di Nazareth.
Essa sarebbe stata portata in volo dagli angeli da Nazaret a Tersatto, e quindi da qui trasferita a Loreto nelle Marche dove si trova a tutt'oggi. La tesi dal punto di vista realistico è che, secondo alcuni documenti dell'epoca, il trasporto fu eseguito via mare ad opera degli Angeli Comneno, un ramo della famiglia imperiale bizantina.
Appresa la notizia dell'arrivo della sacra dimora, l'allora signore di Tersatto, il principe Nicola Frangipano si recò personalmente a constatare cosa fosse realmente accaduto. Si premurò di inviare in Palestina una spedizione che al proprio ritorno informò l'uomo che effettivamente la casa di Maria era scomparsa da Nazaret. Successivamente venne dato ordine di realizzare nel punto dove era stata posata la casa di Maria un Santuario a lei consacrato. Annesso al Santuario Mariano nel 1431 venne realizzato il monastero dei frati francescani.
Nei prossimi anni a Tersatto, nell'area un tempo occupata da un'enorme caserma dell'Armata popolare jugoslava (APJ) prima e dall'Esercito croato (HV) dopo, dovrebbe sorgere un moderno e funzionale campus universitario sulla falsariga di quelli diffusi negli Stati Uniti d'America. Nei pressi del Campus universitario è prevista la realizzazione dell'Ospedale universitario.
A Tersatto è situato anche il principale palazzetto dello sport di Fiume.

## La chiesa di San Giorgio
In via Petar Zrinski è situata la chiesa consacrata a San Giorgio, parrocchiale di Tersatto. La struttura fu eretta alla metà del XIII secolo su commissione dei principi Frangipani (il ramo della famiglia che si era stabilito sull'isola di Veglia (Krk in croato). La chiesa è menzionata anche nel Codice di Novi del Vinodol (Vinodolskom zakoniku) del 1288, uno dei primi documenti giuridici scritti d'Europa. All'interno della chiesa si trovano gli altari di San Giorgio, San Sebastiano e della Madonna del Carmelo.

## Basilica del Tersatto
La Basilica della Madonna del Tersatto è legata alla celebre Basilica della Santa Casa di Loreto, in quanto in questo luogo vi approdarono nel 1291 le pietre della Santa Casa provenienti dalla Palestina prima di arrivare a Loreto. Venne fondata dai principi croati Frangipani che costruirono prima una cappella e nel 1431 una chiesa con un monastero francescano. La chiesa fu ripetutamente ampliata fino al 1824.

## La scultura di papa Giovanni Paolo II - Il pellegrino di Tersatto

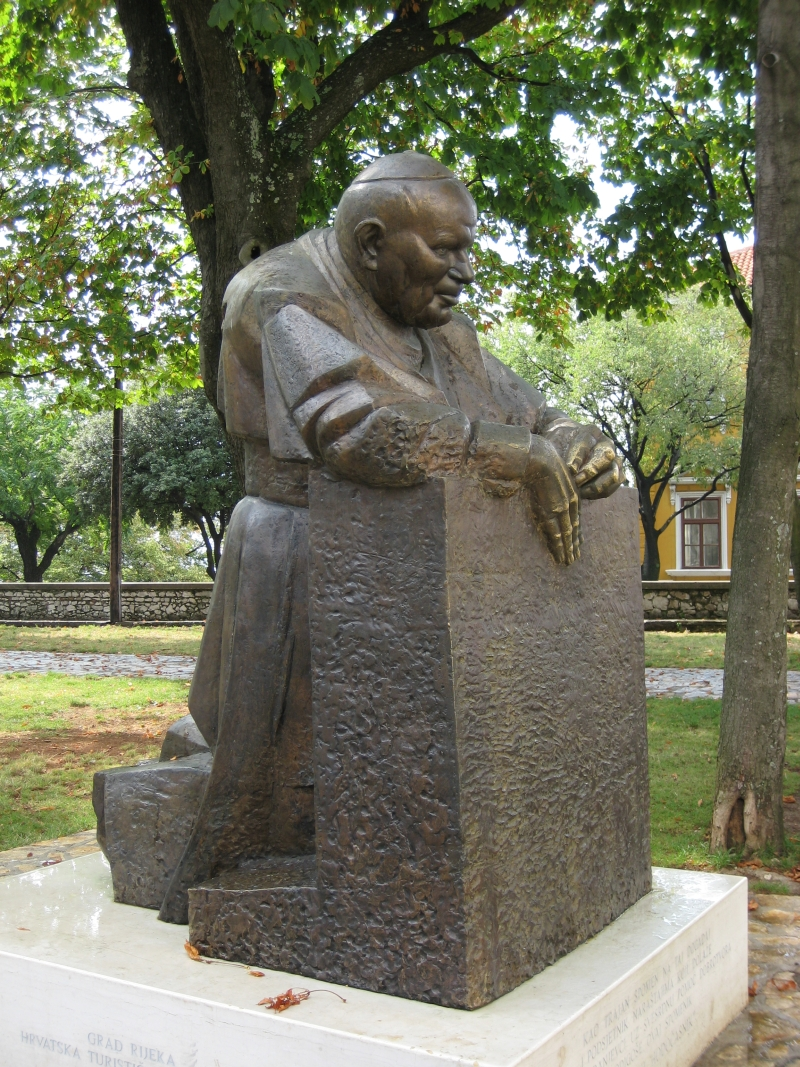
Papa Giovanni Paolo II

La statua in bronzo dello scultore Antun Jurkić raffigura Giovanni Paolo II. È stata battezzata "Il pellegrino di Tersatto" (Trsatski hodočasnik in croato) in onore della terza visita pastorale compiuto dal Pontefice in Croazia. La statua è stata posizionata davanti al Santuario mariano di Tersatto il 10 maggio 2005. L'opera è stata scoperta dall'arcivescovo di Zagabria e presidente della Conferenza episcopale croata, il cardinale Josip Bozanić. Si tratta della prima scultura al mondo dedicata a Giovanni Paolo II ad essere stata inaugurata dopo la sua scomparsa.
Sulla scultura è inciso in lingua croata il seguente testo:
Questo Santuario Mariano

è stato visitato da Papa Giovanni Paolo II

durante il suo terzo viaggio pastorale in Croazia e 

suo centesimo e giubilare viaggio oltre i confini dell'Italia»
Segue la frase (scritta in più lingue)
Si tratta delle parole pronunciate dal Pontefice durante la sua permanenza nel Santuario mariano.
La scultura rappresenta Giovanni Paolo II nell'atto di pregare inginocchiato davanti all'immagine di Maria (quadro donato al Santuario da papa Urbano V).